# Meguro Sódzsi
Meguro Sódzsi (目黒 将司; Hepburn: Meguro Shōji) (Tokió, 1971. június 4. –) japán videójáték zeneszerző és rendező, aki 1996-ban csatlakozott az Atlushoz és számos játék, köztük a Megami Tensei sorozat több címének is ő szerezte a zenéjét.

## Pályafutása

### 1971–1995: gyermekkor, iskolás évek
Ötéves  korában édesanyja biztatására kezdett el elektronikus orgonán játszani, a középiskola alsó tagozatán az intézmény fúvószenekarának tagja volt harsonásként. Mivel csalódnia kellett az iskola zenekarában, ezért barátja javaslatára szintetizátor és gitár órákat vett. Ekkor kezdték el érdekelni a videójátékok; kapott egy korai személyi számítógépet, amin saját játékokat kezdett írni. Eközben saját dalokat szerzett és négy évig tagja volt az Aardvark és a Foggy Gift nevű együtteseknek. A figyelme azonban a programozásra irányult, de ennek ellenére szülei ellenkezésére zenész szeretett volna lenni. Ugyan nem volt jó tanuló, mégis felvették a Nihon Egyetemre, ahol később hidrodinamika szakon diplomázott, autótervezőnek készült. A tanulmányai finanszírozására dalokat írt át karaoke bároknak. A tanulmányai során rádöbbent, hogy nem fog tudni elhelyezkedni egyetlen jelentősebb technikai cégnél sem, így ismét a zenei pálya jutott eszébe. Tudta, hogy videójáték-zeneszerzőkre van kereslet, viszont úgy gondolta, hogy a Nintendo Entertainment System játékkonzolon nem képes teljesen mértékben kifejezni magát. Később a CD alapú konzolok megjelenésnek köszönhetően komolyan fontolóra vette a videójáték zeneszerzői pályát.

### 1996–2002: a kezdetek, kisebb munkák
Számos videójáték-fejlesztő céghez beadta a jelentkezését, viszont mindenhonnan visszautasítást kapott a konzolos játékok ismeretének hiánya miatt. Egy demó kazetta és két interjú után álláshoz jutott az Atlusnál, annak ellenére, hogy Meguro semmit nem tudott a cég legismertebb sorozatáról, a Megami Tenseiről. Eredetileg Revelations: Persona zenéjén kellett közreműködnie. A játék producere, Aoki Hidehito már azelőtt felkérte egy a játék végén hallható opera ária elkészítésére. A dal később, olyan sikeresnek bizonyult, hogy az összes Persona játékban hallható. A játékhoz végül tizenhat zeneszámot szerzett és a hangeffektek készítésébe is segítkezett. Az első éveiben különböző feladatoknak kellett megfelelnie; nem tudta kifejezni magát, mivel a Megami Tensei sorozat hard rock stílusához kellett alkalmazkodnia a játékok érdekében.
Következő munkáját a Dreamcastos Devil Summoner: Soul Hackers játék jelentette. Körülbelül ötven számot szerzett, melyek a játék világához illő dzsessz és techno dalokat jelentett. Ugyan a játékosok jó fogadtatásban részesítették, azonban Meguro mégis elégedetlen volt; 100–200KB-os mintákat kellett használnia, ezért szerinte néhány dal „olcsónak” hatott.
A Maken X-nél viszonylag szabad kezet kapott, mivel új franchiseról volt. A szoftver egy akciójáték volt ellentétben a korábbi szerepjátékok munkáival, ezért Meguro, mivel szerinte az jobban passzol egy ilyesfajta játéékhoz, techno és rock elemeket keresztezett. A játék PlayStation 2-es remake-jéhez is készített új dalokat, ám ezek inkább a gitár elemeket helyezték előtérbe a tecnóval szemben. Bár több a hardverek korlátozottságára visszavezethető hibába botlott, ám gyorsan az Atlus egyik legtehetségesebb zeneszerzőjének nyilvánították.

### 2003–05: áttörés
Meguro a Shin Megami Tensei: Nocturne-nél tölthette be először a főzeneszerző helyét. Megpróbált hű maradni a sorozathoz, miközben Maszuko Cukasza szerzeményeire sem akart túlságosan hasonlót alkotni. A stílus a korábbi hard rock alapojairól a zenekari és fúziós dallamokra váltott. A zeneszerzés folyamata alatt a játék képsorainak megtekintésekor fellépő érzelmeit próbálta kifejezni. A játék kibővített változatához, a Nocturne Maniaxhez is szerzett néhány új dalt. A tengerentúl figyelmét is felkeltette, mivel az Atlus az észak-amerikai kiadásához hozzácsomagolt egy a játék zeneszámait tartalmazó válogatás lemezt.
Állítása szerint a karrierjének fordulópontját a Shin Megami Tensei: Digital Devil Saga játék jelentette. Itt már a korai fejlesztői stádiumnál jelen volt. Korábban úgy érezte, hogy a Megami Tensei sorozat hard rock hangzásvilágához kell alkalmazkodnia, itt viszont saját indusztriális beütésű rock darabokat szerzett és különösebb hardveres akadályokba sem ütközött; a dalok több mint felét streamelték a játékhoz. Több számot szerzett, mint bármely más projektjéhez, hozzáfűzte, hogy korábban „Vártam, hogy a zene istene leereszkedjen hozzám, de ezen napokban kényszerítettem, hogy eljöjjön, mivel nem volt idő at önteltségnek.” A játék folytatásának zenéje is az ő nevéhez fűzhető, a játék könnyedebb hangulatához igazodva több a vidám és élnénk darab.
2005-ben a Nintendo DS kézikonzolra megjelent Trauma Center: Under the Knife orvosszimulátor játék viszonylag rövid zenei betétein is közreműködött. Az rákövetkező évben megjelent Shin Megami Tensei: Devil Summoner: Raidou Kuzunoha vs. The Soulless Army-nál először streamelhette az egész zenei anyagot, így először bármiféle technikai kompromisszumba sem ütközött. A zenéje jóval dzsesszesebb, mint az előző munkái, de találhatóak funk, ambient és rock szerzemények is. A játék mellé csomagolt válogatás albumon a Devil Summoner sorozat több zeneszámát is átdolgozta. Ezen időszak alatt a Trauma Center: Second Opinion hang igazgatója volt és a Shin Megami Tensei: Imagine főcímdalát is megírta.

### 2006–: újabb sikerek, rendezői pálya
Meguro szerezte a PlayStation 2-es Persona 3 zenéjét is. A modern megközelítés a véletlen műve; Mass Destruction címmel elkészített egy kizárólag prototípusnak szánt dalt, amely viszont annyira megtetszett a cégnek, hogy végül ebbe az irányba tolódott el az egész album. Az új stílus sikeresnek bizonyult, hiszen a játék zenei albumából több, mint 100 000 példány kelt, így aranylemezzé lett minősítve. A játék bővített változatához is készített új dalokat, illetve a Burn My Dread -Reincarnation: Persona 3- lemezen tizenkét korábbit is átdolgozott. A 2008-as Persona 4 zenéjét is ő komponálta; folytatva a Persona 3 fiatalosabb stílusát, viszont hangzásvilágában érezhetőbb a retróhatás. Több Persona Music Live koncerten is fellépett, szerzeményeit a Press Start -Symphony of Games- 2009 rendezvényen is előadták.
A Shin Megami Tensei: Devil Summoner 2: Raidou Kuzunoha vs. King Abaddon játéknál ismét keményebb rock dallamokat komponált, de a történelmi Japán helyszínhez igazodva a sakuhacsit is megszólaltatja szerzeményiben. A Revalations: Persona PSP remake-jénél nem csak, mint zeneszerző, de rendezőként is közreműködött. Zenéjénél a Persona 3-éhoz hasonló poposabb irányvonalat követte.
A Shin Megami Tensei: Strange Journey zenéjének legnagyobb részét – ellentétben a sorozat korábbi rockosabb dalaival – a komorabb zenekari darabok teszik ki. A Persona 3 2009-ben megjelent feljavított remake-je, a Persona 3 Portable az új lány főszereplőhöz igazodva még lágyabb, még poposabb hangzással bír.
Meguro a 2011-es Catherine zenéjénél klasszikus darabokat dolgozott át. A Persona 2 PSP portjánál Meguro teljesen átdolgozta az eredeti játék számait, lágyabbra véve a hangsúlyt.
A 2011-es Persona 4 The Animation anime, a 2012-es Persona 4: The Ultimate in Mayonaka Arena, a Persona 4 remake-jének; a Persona 4: The Goldennek és a Persona 5-nek is ő szerezte a zenéjét.

## Stílus és inspirációk
Ugyan alkotásainak többségére a rock stílus a jellemző, azonban Meguro több zenei stílussal, köztük a zenekari-, elektronikus-, dzsessz-, rap-, rhythm and blues- és a hiphop stílusokban is kipróbálta magát. Meguro a T-Square-t, a Casiopeát, Ludwig van Beethovent és Pjotr Iljics Csajkovszkijt nevezte inspirációjának forrásának.

## Munkái
- Revelations: Persona (1996) – Aoki Hidehito, Cucsija Kenicsi és Okibe Miszaki közreműködésével
- Devil Summoner: Soul Hackers (1997) – Maszuko Cukasza és Taszaki Tosiko közreműködésével
- Maken X (1997) – Ogata Takahiro közreműködésével
- Maken Shao: Demon Sword (2001) – Ogata Takahiro közreműködésével
- Shin Megami Tensei III: Nocturne (2003) – Cucsija Kenicsi és Taszaki Tosiko közreműködésével
- Shin Megami Tensei III: Nocturne Maniax (2004) – Cucsija Kenicsi és Taszaki Tosiko közreműködésével
- Shin Megami Tensei: Digital Devil Saga (2004) – Cucsija Kenicsi közreműködésével
- Shin Megami Tensei: Digital Devil Saga 2 (2005)
- Trauma Center: Under the Knife (2005) – Cucsija Kenicsi és Kikkava Kenicsi közreműködésével
- Shin Megami Tensei: Devil Summoner: Raidou Kuzunoha vs. The Soulless Army (2006)
- Shin Megami Tensei: Persona 3 (2006) – Uda Joszuke, Kavamura Jumi és Lotus Juice közreműködésével
- Trauma Center: Second Opinion (2006) – Cucsija Kenicsi és Jaszumoto Singo közreműködésével
- Shin Megami Tensei: Imagine (2006) – Maszuko Cukasza és Joszikava Kenicsi közreműködésével
- Shin Megami Tensei: Persona 3 FES (2007) – Cucsija Kenicsi, Uda Joszuke, Kavamura Jumi és Lotus Juice közreműködésével
- Shin Megami Tensei: Persona 4 (2008) – Kitadzsoh Acusi, Kozuka Rjota és Hirata Sihoko közreműködésével
- Shin Megami Tensei: Devil Summoner 2: Raidou Kuzunoha vs. King Abaddon (2008)
- Shin Megami Tensei: Persona (2009) – Cucsija Kenicsi és Kozuka Rjota közreműködésével
- Shin Megami Tensei: Strange Journey (2009)
- Persona 3 Portable (2009)
- Catherine (2011)
- Persona 2: Innocent Sin (2011)
- Persona 4 The Animation (2011)
- Persona 4: The Ultimate in Mayonaka Arena (2012)
- Persona 4: The Golden (2012)
- Persona 5 (TBA)

## Külső hivatkozások
- Meguro Sódzsi adatlaja az OverClocked ReMixen
- 1up.com interjúja Meguro Sódzsival
- Rocketbaby.net interjúja Meguro Sódzsival